# Plegaderus obesus
Plegaderus obesus är en skalbaggsart som beskrevs av Thomas Casey 1916. Plegaderus obesus ingår i släktet Plegaderus och familjen stumpbaggar. Inga underarter finns listade i Catalogue of Life.